# サン＝ピエール湖
サン＝ピエール湖（フランス語: Lac Saint-Pierre）は、カナダ・ケベック州のトロワ＝リヴィエール付近のサン・ローラン川の膨大部からなる湖である。東西の長さは約32キロメートルで、南北は約14キロメートルである。氷河期の終わりにシャンプレーン海が後退することによって形成された。
湖はケベック州最大規模の淡水域の氾濫原にあり、湖中および三角州部には約100の島からなるサン＝ピエール湖諸島と多数の湿地がある。湖はオオアオサギ、カナダガンなどの渡り鳥の最も重要な中継地であり、カナダの自然保護区、ラムサール条約登録湿地と生物圏保護区にも指定されている。湖の周辺の主な都市はラヴァルトリ、トロワ＝リヴィエール、ソレル＝トラシ、デシャイヨン＝シュル＝サン＝ローランであり、湖上にはパナマックスより大きな船が通航できる。